# Setodes mopsos
Setodes mopsos là một loài Trichoptera trong họ Leptoceridae. Chúng phân bố ở vùng Indomalaya.